# بيعة
البيعة هي نظام حكم مرتبط بالدين الإسلامي، وتعتبر من أهم مميزات النظام السياسي الإسلامي. تفرَّدت الحضارة الإسلامية «بنظام البيعة» للمسلمين وغير المسلمين. ولأهمية أمر البيعة، فقد عقد لها فقهاء المسلمين خمسة شروط لازمة التحقق.
وهي من أبرز جوانب الفعل السياسي الذي تمارسه الأمة؛ إذ إنها في الرؤية الإسلامية هي التي تضفي الشرعية على نظام الحكم بل وتسبق إنشاء الدولة في الخبرة الإسلامية في عهد رسول الله، فهي ميثاق تأسيس المجتمع السياسي الإسلامي وأداة إعلانه التزامه بالمنهج والشريعة والشورى.

## في اللغة
قال ابن الأثير: (إن البيعة عبارة عن المعاقدة والمعاهدة، كأن كل واحد منهما باع ما عنده من صاحبه، وأعطاه خالصة نفسه وطاعته ودخيلة أمره).
وقال الراغب الأصفهاني: (وبايع السلطان إذا تضمن بذل الطاعة له، ويقال لذلك بيعة ومبايعة) 
وقال ابن خلدون: (اعلم أن البيعة هي العهد على الطاعة، كأن المبايع يعاهد أميره على أنه يسلم له النظر في أمر نفسه وأمور المسلمين، لا ينازعه في شيء من ذلك، ويطيعه فيما يكلفه به من الأمر على المنشط والمكره، وكانوا إذا بايعوا الأمير وعقدوا عهده جعلوا أيديهم في يده تأكيدا للعهد، فأشبه ذلك فعل البائع والمشتري، فسمى بيعة، هذا مدلولها في عرف اللغة ومعهود الشرع، وهو المراد في الحديث في بيعة النبي ليلة العقبة وعند الشجرة)

## في الاصطلاح
البيعة هي: اختيار أهل الحل والعقد رجلاً ليتولى أمر الأمة لجلب المنافع الدينية والدنيوية ودفع المضار عنها، وقمع الفتن وإقامة الحدود ونشر العدل بينهم وردع الظالم ونصر المظلوم.
ويشترط في المختار تسعة أوصاف: أن يكون ذكراً، حراً، بالغاً، عاقلاً، مسلماً، عدلاً، شجاعاً، عالماً، كافيا لما يتولاه من سياسة الأمة ومصالحها. فإذا اختاروه على هذه المواصفات، فقد تمت البيعة له من قبل الأمة، ولزمهم طاعته، وتنفيذ ما أمر به، وترك ما نهى عنه، إلاّ إذا أمر بمعصية الله، فلا يطاع. لقوله : «لا طاعة في معصية إنما الطاعة في المعروف» [متفق عليه].
2. والبيعة: هي بيعة أهل الحل والعقد، من الأمراء، والعلماء، والرؤساء، ووجوه الناس الذين يتيسر حضورهم ببلد الإمام.

3. وقد طبقت البيعة بعد وفاة الرسول ، حيث تمت البيعة لأبي بكر الصديق من قبل الصحابة، وأما عمر فكان قد نصبه وعينه أبوبكر وتمت له البيعة بعد ذلك، ولعثمان ، ثم لعلي ثم للحسن ويجب الوفاء بالبيعة ولو كان فاسقاً درءاً للفتنة حتى لا يؤدي إلى تفريق كلمة الأمة والاحتراب فيما بينها. ا

### البيعة في العهد النبوي
بايع الصحابة رسول الإسلام نساءً ورجال بيعات مختلفة غير مكررة، كبيعة العقبة الأولى وبيعة العقبة الثانية ووبيعة الرضوان، ثم توالت بيعات الأفراد والجماعات والقبائل المعتنقة للإسلام وجل هذه البيعات كانت مرة واحدة في العمر.
وجل مراسيم هذه البيعات كانت بالمصافحة يدا بيد وبالقول نشهد أن لا إله إلا الله أنك رسول الله ونبايعك على السمع والطاعة.

### البيعة في عهد الخلفاء
كانت بيعة أبي بكر الصديق مرة واحدة في العمر، وهو من عين عمر بن الخطاب الذي بويع مرة واحدة طيلة سنوات حكمه. وبعدهما عثمان بن عفان الذي بايعه أغلبية الستة الذين عينهم عمر ابن الخطاب لاختيار من يخلفه، وكانت بيعة واحدة لم تتجدد، وعلى غرارهم بويع علي بن أبي طالب بعد مقتل عثمان.
وجميع مراسيم البيعات كانت بالمصافحة يدا بيد وبالقول : نبايعك على سياسة الدين وعلى السمع والطاعة في أمور ديننا ودنيانا[بحاجة لمصدر].

### البيعة في الدول الإسلامية
بدأت مراسيم البيعة تعرف مع توالي هؤلاء الملوك الزيادة شيئا فشيئا في البروتوكولات، حتى وصلت إلى الشكل الذي نعيشه اليوم، كما في حفل الولاء والبيعة في المملكة المغربية

## الفرق بين البيعات
يخلط بعض الناس بين البيعة الواجبة لأمير المؤمنين المُمَكَّن والذي رضيه أهل الحل والعقد أو تولى على الناس بطريقة صحيحة، وبين البيعات الخاصة لأمراء جماعات الجهاد مثلا، مع أن هناك فروقا جوهرية بينهما.
نذكر أهمها على وجه الاختصار:

### العاقد للبيعة
بيعة إمام المسلمين يعقدها أهل الحل والعقد، أو الخليفة السابق بعهد منه، أو يختاره جمهور الناس ولا يرضوا عنه بديلا، إلا إذا غلبهم أحد بالسيف.
أما بيعات الناس وعهودهم على الطاعات؛ فلا تفتقر إلى هذا الاختيار من أهل الحل والعقد أو اتفاق جمهور الناس، فللعامة أن يتعاهدوا فيما بينهم على فعل الطاعات - كما بينا سابقا - فلا يجوز تسمية من يختاره بعض الناس أميرا عليهم للقيام بطاعة من الطاعات خليفة أو أميرا للمؤمنين، ولا أن يُعطى ما لأمير المؤمنين أو الخليفة من الحقوق ولا أن يُنزل منزلته.

### المُبَايَع له - الأمير -
في بيعة الإمامة يجب أن يكون المُبَايَعُ له مستوفيا لشرائط الإمامة ؛ من قرشية وغيرها، وقد تستثنى بعض الشروط لمن غلب بالقهر.
أما في بيعات الناس وعهودهم على الطاعات؛ فلا تلزم هذه الشروط، لأنها بيعات خاصة، فقد يبايع الناس من ليس بقرشي ولا مجتهد ولا حر، وهذا أيضا مستفاد مما ذكرناه من الأدلة سابقا.

### المُبَايَع عليه
بيعة الإمامة تلزم الإمام بواجبات، هي في مجملها تطبيق أحكام الإسلام على وجه العموم، والسهر على مصالح الأمة، وتلزم هذه البيعة كل أفراد الأمة بالسمع والطاعة للإمام ونصرته، ما لم يتغير حاله بما يوجب سقوط بيعته.
أما بيعات الناس وعهودهم؛ فلهم أن يتعاهدوا على فعل أي طاعة من الطاعات - كالجهاد أو الدعوة أو الأمر بالمعروف والنهي عن المنكر أو إغاثة الملهوف ونصرة المظلوم وهكذا - فلا يُشترط لصحة هذه البيعات أن تكون على إقامة أحكام الإسلام كلها، وهذا أيضا قد سبق بيانه فيما سقناه من أدلة.

### الوجوب والإلزام
بيعة إمام المسلمين؛ واجبة على كل مسلم، لا يسع أحد التنصل منها أو الخروج عليها البتة.
لحديث النبي : (وستكون خلفاء فتكثر، قالوا: فما تأمرنا يا رسول الله؟ قال: فوا ببيعة الأول فالأول) ، فأمر بالوفاء ببيعتهم.
وذم من لم يبايع في قوله : (من مات وليس في عنقه بيعة مات ميتة جاهلية) 
وأمر بلزوم هذه البيعة في قوله : (تلزم جماعة المسلمين وإمامهم) 
وقد قال أحمد بن حنبل: (ومن غلبهم بالسيف حتى صار خليفة وسمي أمير المؤمنين، لا يحل لأحد يؤمن بالله واليوم الآخر أن يبيت ولا يراه إماما عليه، برا كان أو فاجرا، فهو أمير المؤمنين) 
أما بيعات الناس وعهودهم على الطاعات؛ فلا تجب إلا على من دخل فيها برضاه، فتجب عليه بالعهد الذي ألزم به نفسه، كأن يتعاهد اثنان على حفظ القرآن أو بعضه، فحفظ القرآن ليس بواجب على كل مسلم من حيث الأصل، أما إذا عاهد غيره عليه فقد وجب عليه الحفظ بالعهد لا بالأصل.

### المدة
بيعة الإمام دائمة لا تنقطع إلا إذا مات الإمام أو طرأ عليه سبب يوجب العزل من نقص في الدين أو نقص مؤثر في البدن 
أما بيعات الناس وعهودهم؛ فيمكن أن تؤقت بأجل أو عمل، فلهم الاختيار في قدر مدتها ونوعها بخلاف بيعة الإمام.

### التعدد
لا يصح أن تعقد الإمامة لإمامين للمسلمين.
وقد قال رسول الله : (فوا ببيعة الأول فالأول).
وقال : (إذا بويع لخليفتين فاقتلوا الآخر منهما) 
فلا يصح تعدد الأئمة ولا يصح أن يعطي المسلم بيعتين لإمامين.
أما بيعات الناس وعهودهم؛ فيجوز فيها التعدد إذا احتمل المُبَايَع عليه التعدد، فيجوز للفرد أن يعاهد طائفة على حفظ القرآن، ويجوز لنفس الفرد أن يعاهد طائفة أخرى على حفظ حديث النبي ... وهكذا، طالما كان في قدرته الوفاء بكل هذا، أما ما لا يحتمل التعدد فلا يصح أن يعاهد أكثر من طائفة.

## شروط تحقيق البيعة
ولأهمية أمر البيعة، فقد عقد لها فقهاء المسلمين خمسة شروط لازمة التحقق، وهي:
- أن يجتمع في المأخوذ له البيعة شروط الإمامة، وقد ذكرناها في مبحث شروط الخلافة.
- أن يكون المتولِّي لعقد البيعة أهل الحلِّ والعقد من العلماء والرؤساء، وسائر وجوه الناس.
- أن يُجيب المبايَع إلى البيعة؛ حتى لو امتنع لم تنعقد إمامته ولم يُجْبَر عليها.
- الإشهاد على المبايعة، فيما إذا كان العاقد واحدًا، أما إذا كان العاقد للبيعة جمعًا، فإنه لا يشترط الإشهاد.
- أن يتَّحِدَ المعقود له، بأن لا تُعقد البيعة لأكثر من واحد.

ولا شكَّ أن هذه الشروط التي أقرَّها فقهاء الإسلام، لتُعَدُّ من المعالم الحضارية البارزة في مؤسسة الحكم الإسلامية؛ لأن غرض هذه الضوابط جلب كل المصالح التي يحتاجها المجتمع الإسلامي.